# هربرت إم. غريني
هربرت إم. غريني (بالإنجليزية: Herbert M. Greene)‏ هو مهندس معماري أمريكي، ولد في 1871، وتوفي في 8 فبراير 1932.